# François-Auguste Fauveau de Frénilly
Pour les articles homonymes, voir Fauveau.
François-Auguste, baron Fauveau de Frénilly, né à Paris le 14 novembre 1768 et mort à Gratz (Autriche) le 1er août 1848, est un  poète, mémorialiste et pair de France. 

## Biographie

### Révolution et Empire
Fils du Frédéric-Auguste Fauveau de Frénilly et de Charlotte-Pauline-Victoire Chastelain, sa famille, de vieille noblesse, est liée avec tous « les beaux esprits » du temps, et, à l'âge de neuf ans, il est présenté à Voltaire. Il fait des études de droit à Reims, où il soutient sa thèse avec succès.
Il ne quitte pas la France pendant la Révolution française, défend les Tuileries, le 10 août 1792, dans le bataillon royaliste de la garde nationale des Filles-Saint-Thomas,, se retire en province pendant la Terreur, et revient à Paris après le 9 thermidor an II (27 juillet 1794), pour recueillir les débris d'une fortune considérable.
Il se marie en 1800 avec Alexandrine Mullon de Saint Preux, veuve d'Eugène Claude Préaudeau de Chemilly, avec laquelle il réside à Paris, où il tient salon :

« Quelle était cette société dont nous prenions possession, ou qui prenait possession de nous d’une manière si aimable ? Elle était quasi tout intime ; les familles qui la composaient étaient parentes, alliées, amies entre elles, et toutes devenaient facilement solidaires de l’amitié contractée avec une d’elles. C’était le colombier du faubourg Saint-Honoré où les nids se touchaient, et certainement alors la plus agréable ville de province qu’on pût imaginer »

— François-Auguste de Frénilly.
Il retrouve bientôt les survivants de la société littéraire, un moment dispersée, et se lie particulièrement avec la célèbre comtesse d'Houdetot, qui essaie de reformer « un salon ». En même temps, Frénilly s'occupe d'agriculture dans le château et domaine de Bourneville (commune de Marolles, Oise), qu'il tient de son épouse ; il y développe l'un des trois premiers troupeaux de moutons mérinos importés d’Espagne sous l'intendance de Daniel-Charles Trudaine : un autre de ces troupeaux est donné à Daubenton, à Montbard, et le troisième au comte de Barbançois, en Berry ; Frénilly vit ainsi pendant la durée de l'Empire (auquel il s'oppose), et, aux Cent-Jours, se rend en Angleterre, où il publie en 1815 une brochure qui a du retentissement : Considérations sur une année de l'histoire de France.

### Restauration française
À la seconde Restauration, des souvenirs de famille et une certaine communauté de vues valent à Frénilly l'intimité du comte d'Artois. Au lendemain des Cent-Jours, et de concert avec le docteur John Stoddart (en), directeur du Times, Frénilly fonde Le Correspondant, revue anglo-française peu après remplacée par la revue exclusivement française Le Conservateur (1818-1820, remplacé par Le Défenseur qui ne connaît cependant pas le même succès), qu'il crée avec Montmorency, Vitrolles, Chateaubriand, de Bonald et Lamennais. Sur l'initiative de Chateaubriand, à la suite de l’assassinat du duc de Berry et de la menace du rétablissement de la censure, le Conservateur — qui réunit Bonald, Lamennais et Frénilly — disparaît en plein succès lors de la chute du ministère Decazes (février 1820).
Le 1er octobre 1821, après avoir tenté sa chance dans l’Oise, Frénilly est choisi comme candidat à la députation par les royalistes du 4e arrondissement électoral de la Loire-Inférieure (Savenay), et est élu député contre Huet de Coëtlisan. Réélu, le 26 février 1824. Il siége à droite, et est un des fermes soutiens du ministère Villèle. Membre de la commission de l'adresse en 1822, il est chargé, avec de Bonald, de sa rédaction ; rapporteur du budget en 1824, il lutte pour faire reconnaître à la Chambre des députés le droit d'initiative dans le vote des crédits. Nommé conseiller d'État en août 1824, il est encore membre de la commission du budget en 1825, et, en 1826, membre de la commission de l'adresse qu'il rédige avec le comte de Vaublanc. Cette même année, un discours sur les affaires de Saint-Domingue lui vaut les félicitations personnelles de Charles X.
À la Chambre, Frénilly et Humbert de Sesmaisons font partie d’une Bannière, cellule de la société secrète des Chevaliers de la Foi, créée afin de hâter la chute de Napoléon Ier.
Appelé à la Chambre des pairs le 5 novembre 1827, Frénilly se range dans l'opposition royaliste contre le ministère Martignac, et attaque le cabinet, dans la séance du 12 juin 1828, lors de la discussion de la nouvelle loi électorale.
Peu après il est placé dans la non-activité du conseil d'État, et y est inutilement rappelé à l'activité, deux ans plus tard, dans les fameuses ordonnances de juillet 1830. Il est inquiété un moment à cette occasion ; puis il se retire en Autriche près du roi exilé, et y reprend avec ardeur les études historiques et littéraires dont la politique active l'a un peu détourné ; il assemble alors des matériaux considérables pour une Histoire parlementaire d'Angleterre, restée inachevée.
De son mariage avec Alexandrine de Saint-Preulx, il laisse un fils, marié en Autriche et mort sans postérité, et une fille qui épouse Camille de Rarécourt de La Vallée, marquis de Pimodan, gentilhomme de la chambre de Charles X. 
Il serait l'inventeur du mot « individualisme ». Élu député de Loire-Inférieure de 1823 à 1827, il s'exprime sur les questions de finances et de liberté de la presse. Il publie également des poésies et une traduction de L'Arioste.
Le roi Louis XVIII le surnomme « Monsieur de Frénésie », en réponse à son trait d’esprit grinçant : « le roi n’a tiré de l’Ancien Régime que les quatre compagnies de mousquetaires ».

## Œuvres
Outre divers opuscules politiques, on a de lui des poésies et une traduction en vers de L'Arioste (Paris, 1833). 
Ses mémoires ont été publiés : Mémoires, 1768-1828 : souvenirs d'un ultra-royaliste  / Baron de Frénilly  ; introd. et notes de Frédéric d'Agay (L'Histoire en mémoires, Paris : Perrin, 1987, 486 p.).

### Liste établie d'après le Catalogue collectif des bibliothèques de France
- Poésies. Paris Paris, Nicolle, Le Normant et Desenne, 1807, 230 pp., in-8° ;
- Fin du poème de la Révolution Française, Paris : Delaunay , 1814 ;
- Considérations sur une année de l'histoire de France. Par M. de F., À Londres, A. B. Dulau, 1815 In-8°, VIII-168 pp. Réédité en 1815 à Paris, chez Chaumerot jeune ;
- Des Assemblées Représentatives, Par l'auteur des Considérations sur une année de l'histoire de France. À Paris, L. G. Michaud, 1816. In-8°, 272 pp. ;
- Mémoire historique sur Fouché de Nantes, maintenant duc d'Otrante. Par un anglais. P., Delaunay, A. Égron, décembre 1815. In-8°, 64 pp. ;
- Chambre des députés. Opinion de M. de Frémilly, député de la Loire-Inférieure sur l'impôt du sel... Séance du 16 avril 1822. [Paris] : Hacquart , 1822 ;
- Chambre des députés. Session de 1823. Opinion de M. de Frenilly, député de la Loire-Inférieure, sur le budget de l'exercice de 1824. Séance du 15 avril 1823. [Paris] : Hacquart, 1823 ;
- Rapport fait au nom de la Commission des Finances par M. de Frénilly, député du département de la Loire-Inférieure sur le projet de loi contenant le budget de l'exercice 1825 (dépenses). [Paris] : Hacquart, 1824 ;
- Chambre des députés. Session de 1824. Discours de M. de Frénilly... en réponse à M. Leclerc de Beaulieu sur le chapitre V du budget du Ministère des finances... Séance du 19 juillet 1824. [Paris] : Hacquart, 1824 ;
- Chambre des députés. Session de 1824. Discours de M. de Frénilly... sur l'amendement proposé par M. Hay.... Séance du 14 juillet 1824. [Paris] : Hacquart, 1824 ;
- Chambre des députés. Session de 1824. Discours de M. de Frénilly, sur le chapitre XVII du ministère de la Guerre... Séance du 16 juillet 1824.  [Paris] : Hacquart, 1824 ;
- Développements de l'amendement présenté par M. de Frénilly,... sur l'article 4 du projet de loi relatif aux indemnités à accorder aux émigrés. [5 mars 1825.]. Paris : impr. de A. Boucher (s. d.). In-8°, 14 p. ;
- Développements de l'amendement présenté par M. De Frénilly, député de la Loire-Inférieure, sur l'article 4 du projet de loi relatif aux indemnités à accorder aux émigrés. (5 mars 1825). (Paris) imp. de A. Boucher (s. d.) in-8°, 39 p. ;
- Chambre des Députés. Session de 1825. Opinion de M. de Frénilly, sur la dette publique et l'amortissement... Séance du 19 mars 1825. (Paris) : Impr. royale, 1825 ;
- Chambre des Députés. Session de 1826. Changements dans l'amendement de M. de Frénilly,  	 (Paris,) : Impr. royale, 1826, in-8°, 2 p. ;
- Chambre des Députés. Session de 1826. Opinions prononcées par M. le Mis de Frénilly, député de la Loire-Inférieure, dans la discussion sur le projet de loi relatif à l'indemnité des colons de St-Domingue. Séance du 7 mars 1826. (Paris,) : Impr. de A. Boucher (s. d.), in-8° ;
- Chambre des Députés. Session de 1827. Opinion de M. le Mis de Frénilly,... relative à la loi réglant la police de la presse... Séance du 15 février 1827 ;
- Chambre des Députés. Session de 1827. Discours de M. de Frénilly, sur l'article 16 du projet de loi sur la presse, prononcé dans la séance du 5 mars 1827. (Paris,) : impr. de A. Boucher (s. d.).   In-8°, 7 p. Paris : impr. de A. Boucher (s. d.). In-8°, 23 p. ;
- Chambre des Pairs. Séance du 21 juin 1828. Opinion de M. de Frénilly sur le projet de loi relatif aux listes électorales. (Paris : Impr. royale, 1828). In-8°, 12 p. ;
- Chambre des Pairs. Séance du 22 juillet 1828. Opinion de M. de Frénilly sur le projet de loi relatif à l'interprétation des lois. (Paris : Impr. royale, 1828) In-8°, 16 p. ;
- Chambre des Pairs. Séance du 29 mai 1828. Opinion de M. de Frénilly sur la résolution de la Chambre des Députés, relative à la réélection de ses membres qui auraient accepté des fonctions rétribuées. (Paris : Impr. royale, 1828). In-8°, 12 p. ;
- Lettre de M. de Frénilly à M. de**, pair de France, sur le livre de M. l'abbé de La Mennais, intitulé : Des progrès de la Révolution et de la guerre contre l’Église. Paris : J.-J. Blaise , 1829. 62 p., 8° ;
- Arioste L' / L'Arioste. Roland furieux, traduit en vers français par M. le baron de Frénilly (précédé d'un Aperçu. Paris, L.-G. Michaud, 1834.

### Attribués à Fauveau de Frénilly
- Questions à l'ordre du jour, ou Quelques vérités à l'adresse des électeurs [Texte imprimé]. Par un électeur impartial (L.-G.-J.-M. Bénaben), Paris : impr. de Pillet aîné, 1827 ;